# Embrun
Embrun is een Franse gemeente in departement Hautes-Alpes (regio Provence-Alpes-Côte d'Azur). De gemeente telde 6.387 inwoners op 1 januari 2022. De plaats maakt deel uit van het arrondissement Gap.
Bij Embrun mondt de Durance uit in het stuwmeer van Serre-Ponçon, een populaire vakantiebestemming onder onder andere surfers en bergwandelaars.

## Geschiedenis

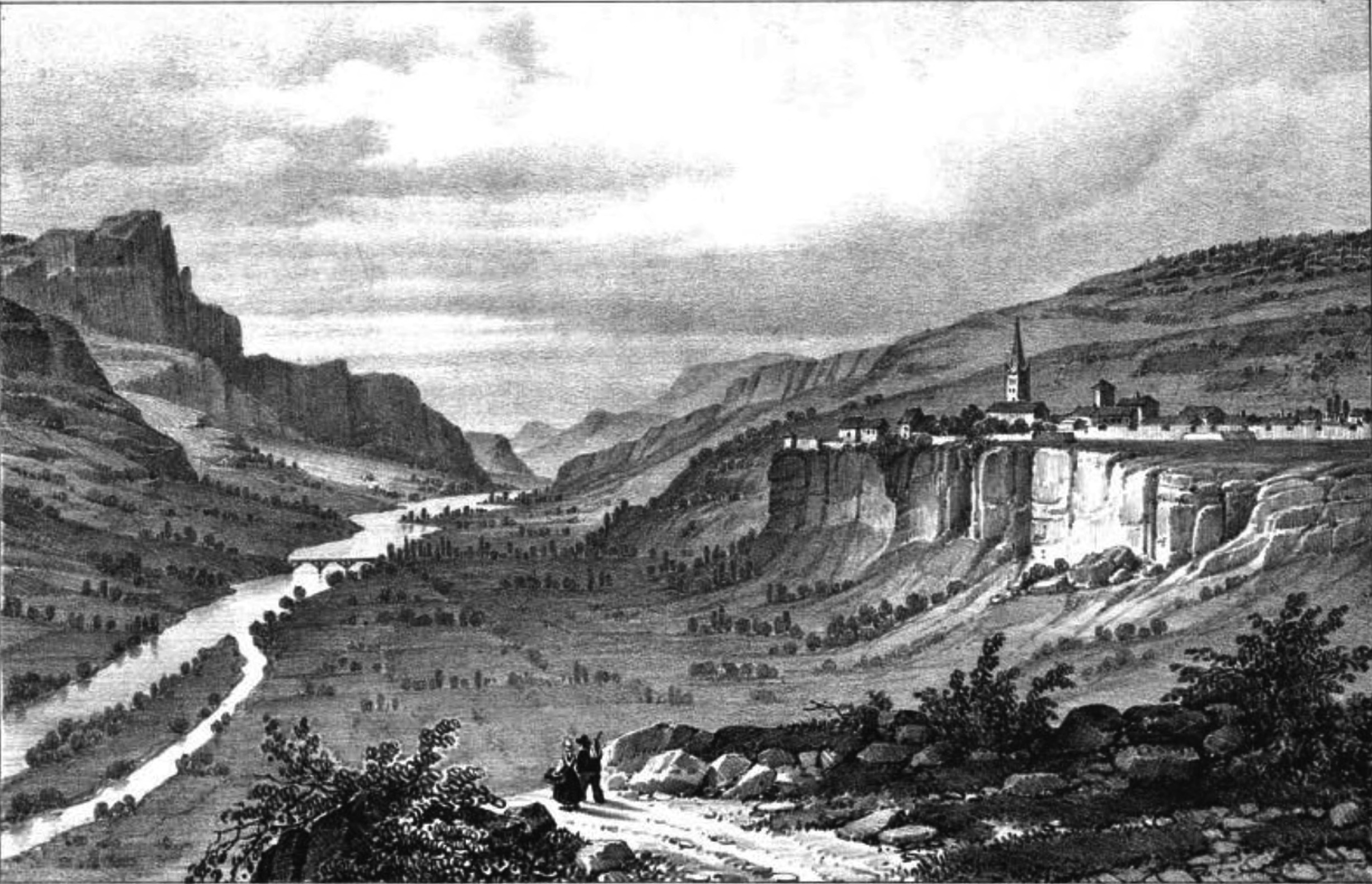
Embrun in de eerste decennia van de 19e eeuw

Ebrudunum was een oppidum en de hoofdstad van de Gallische stam van de Caturiges. De plaats lag strategisch op een rots boven de riviervlakte van de Durance. In de Gallo-Romeinse periode liep de Via Cottia onder de stad. Het bisdom Embrun ontstond in 354 en de heilige Marcellinus zou de eerste bisschop zijn geweest. Embrun werd onder keizer Diocletianus ook de hoofdstad van de Romeinse provincie Alpes Maritimae. Al onder de Romeinen werd de stad ommuurd. In 794 werd Embrun een aartsbisdom. De kathedraal van Notre-Dame-du-Réal werd gebouwd tussen 1170 en 1225. Van het paleis van de aartsbisschoppen rest de oude donjon, de Tour Brune uit de 12e eeuw. Embrun hing af van de graven van Provence, daarna van de graven van Forcalquier. Het hing daarna af van de Dauphiné en werd in 1349 samen met de Dauphiné Frans. Embrun werd in de eerste decennia van de 13e eeuw een gemeente bestuurd door consuls.
Tijdens de Hugenotenoorlogen werd de stad ingenomen door het protestantse leger van François de Bonne de Lesdiguières. Zij verbleven in de stad van 1585 tot 1590. Embrun werd een place de sûreté, een versterkte plaats in handen van de hugenoten. In in 1629 werd de stad ingenomen en geplunderd door de troepen van Victor Amadeus II, hertog van Savoye. Daarna werd door de Fransen de citadel van Embrun uitgebouwd.
Tot het jaar 1801, jaar van het Concordaat van Napoleon, bleef Embrun de zetel van een aartsbisdom. En tot 1872 bleef Embrun een versterkte plaats. Pas hierna kon de stad uit haar stadsmuren breken. De komst van de spoorweg in 1882 zorgde voor een verdere stadsuitbreiding. In 1961 werd het stuwmeer Lac de Serre-Ponçon gevuld.

## Geografie
De oppervlakte van Embrun bedroeg op 1 januari 2022 36,39 vierkante kilometer; de bevolkingsdichtheid was toen 175,5 inwoners per km². In de gemeente ligt spoorwegstation Embrun. 
De gemeente strekt zich grotendeels uit op de rechteroever van de Durance. Het stadscentrum ligt op Le Roc, een rots van puddingsteen die 80 meter uitsteekt boven de riviervlakte van de Durance (Plaine du Roc). De Plaine du Roc is beschermd als Natura 2000-gebied. In het noordwesten van de gemeente ligt de Mont Guillaume (2552 m). In het zuidwesten van de gemeente ligt het meer van Serre-Ponçon, een stuwmeer op de Durance.
De onderstaande kaart toont de ligging van Embrun met de belangrijkste infrastructuur en aangrenzende gemeenten.

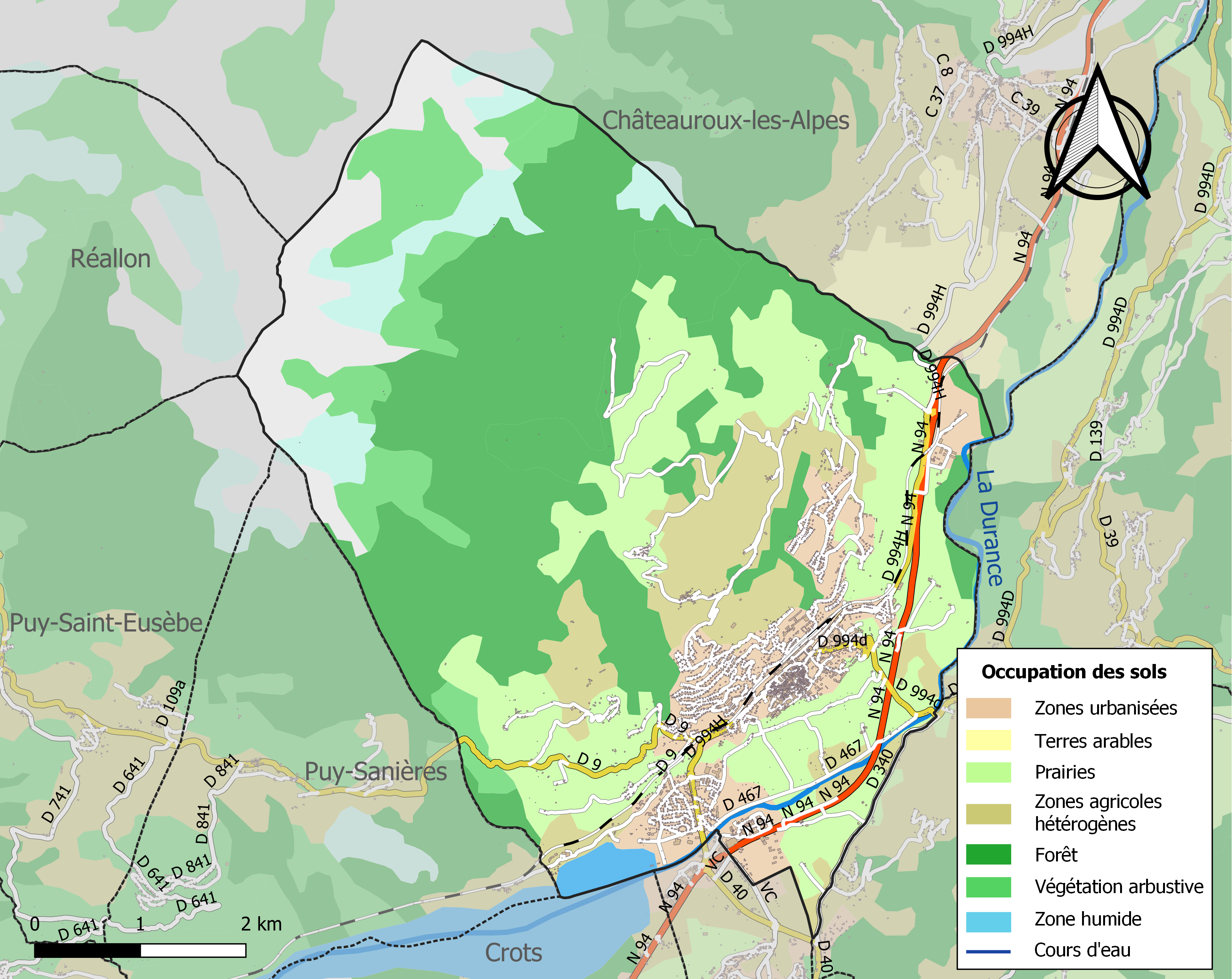

### Klimaat
De gemeente heeft een gematigd landklimaat, met neerslag gedurende het hele jaar (Dfb). Er is gemiddeld 2.500 uur zon per jaar.

## Demografie
Onderstaande figuur toont het verloop van het inwonertal (bron: INSEE-tellingen).
Vanwege een beveiligingsprobleem met de MediaWiki Graph-software is het momenteel niet mogelijk deze grafiek weer te geven. Zodra de software is bijgewerkt zal de grafiek vanzelf weer zichtbaar worden.

## Sport
Embrun was zeven keer startplaats van een etappe in de wielerkoers Tour de France. Dit was het geval in de edities van 1973, 2008 (twee keer), 2013, 2017, 2019 en 2024.
Sinds 1984 wordt de triatlon Embrunman georganiseerd.

## Geboren
- Roberto van Embrun (circa 1040-1100), heer van Buccheri en Aylbacar in het graafschap Sicilië
- Pierre Jartoux (1669-1720), jezuïet in China
- Gabriel Théodore Vallier de Lapeyrouse (1734-1803), militair